# Pristes oblongus
Pristes oblongus är en musselart som beskrevs av Carpenter 1864. Pristes oblongus ingår i släktet Pristes och familjen Lasaeidae. Inga underarter finns listade i Catalogue of Life.